# F - Motori in pista
F - Motori in pista (エフ?, Efu) è un manga spokon dedicato alla Formula 1, di Noboru Rokuda pubblicato in Giappone nel 1985 e in Italia nel 2002 dalla Star Comics.
È stato anche creato un anime di 31 episodi che copre soltanto i primi 8 volumi (su 28) del manga; la serie animata è stata trasmessa in Italia in prima visione nel febbraio del 1991 su Italia 7 (replicata poi nell'Ottobre dello stesso anno, dopo il termine dell'anime Automodelli) in versione fortemente censurata, ed è stata replicata dalle emittenti Man-ga e Anime Gold in versione integrale. Le censure riguardano tutti gli ideogrammi giapponesi e scene erotiche o "adulte".
Per i titoli di ogni capitolo del manga sono state utilizzate parole in inglese che iniziano per ''F'', fino ad arrivare all'ultimo episodio intitolato ''Finish''. Sulla copertina di ogni tankobon della prima edizione della Shogakukan, inoltre, per simulare l'adrenalinica corsa virtuale contenuta nell'albo, viene utilizzata una diversa auto di Formula 1 immortalata fotograficamente come fosse una cinetica ripresa televisiva di una gara. Corsa che conduce fino all'ultimo tomo in cui appare una grande bandiera a scacchi che sancisce la fine della stessa.
La saga poi è continuata dal 2002 al 2006 con il sequel F-Regenetion Ruri (composto da 12 volumi), serializzato sul magazine automobilistico ''Autosport'' dell'editore San-ei Shobou, mentre i tankobon furono invece pubblicati da Shueisha. La saga di ''F'' si è conclusa poi tra il 2009 e il 2011 con la miniserie in tre tomi F-Final, serializzato sulla rivista automobilistica ''Best Car'' della Kodansha SMBC (i relativi tomi invece furono stampati da Futabasha) come parte di un progetto di collaborazione per il 35º anniversario del costruttore motoristico giapponese Mugen Motorsport (il cui fondatore Hirotoshi Honda appare anche nel manga), a quel tempo fornitore unico di propulsori della serie automobilistica per vetture monoposto Formula Nippon (oggi denominata Super Formula).
Nel medesimo periodo, oltre che su ''Best Car'', F-Final fu pubblicato anche sul magazine per cellulari ''Manga Ookoku'' della Bbmf Magajin.
I seguiti del manga, F-Regenetion Ruri ed F-Final, sono inediti in Italia.

## Trama
(Frase tipica di Gunma Akagi nell'adattamento italiano Star Comics)
Gunma Akagi è uno dei tre figli di Soichiro Akagi, capostipite di una ricca e potente famiglia giapponese. Al contrario dei fratelli Gunma è il frutto di una relazione extra-matrimoniale e per questo motivo il padre in passato aveva abbandonato lui e sua madre a loro stessi in modo da evitare di essere coinvolto in degli scandali giornalistici che avrebbero potuto nuocere al prestigio della famiglia e alle sue ambizioni politiche. Il ragazzo quindi lo disprezza profondamente anche se è stato infine accolto nella famiglia e adotta un atteggiamento rude e spaccone. 
Le uniche persone con cui ha un buon rapporto sono il fratello minore Yuma, Yuki (la cameriera di casa Akagi) e l'amico meccanico Tamotsu, con cui riesce ad esprimere un grande (se pur grezzo) talento per fare il pilota.
Il manga inizia con l'abbandono della casa paterna da parte di Gunma e narra le sue vicissitudini e la sua carriera nel mondo delle gare automobilistiche, iniziando dalle categorie semi-dilettantistiche giapponesi (FJ1600) per passare rapidamente a categorie superiori. Il protagonista, per quanto abbia un carattere insopportabile e infantile, è dotato di un talento cristallino che gli consente di entrare in sintonia con auto e circuito e gli permetterà, tra alterne fortune, di bruciare le tappe nell'ascesa verso la Formula 1.
Le vicende automobilistiche di Gunma e Tamotsu corrono parallele a quelle della famiglia di Gunma, costituite da intrighi politici e familiari, che portano la storia ad essere sviluppata e narrata su due fronti con tematiche completamente diverse e che vengono in contatto quando i rapporti tra i personaggi lo impongono. Per questa ragione, nonostante la serie abbia un'impronta sportiva, la storia si sofferma in alcuni capitoli su altri personaggi in contesti diversi da quello delle corse, trattando tematiche più profonde e articolate adatte a un pubblico seinen.

## Personaggi
Gunma Akagi (赤木 軍馬?, Akagi Gunba, Patrick Ross nell'edizione italiana dell'anime)
Doppiato da: Toshihiko Seki (ed. giapponese), Luca Semeraro (ed. italiana)
Gunma è un giovane ragazzo sfrontato, spaccone, aggressivo, ribelle, violento dal carattere spesso insopportabile e infantile. Frutto di una relazione extra-coniugale tra Soichiro Akagi (ricco imprenditore giapponese) e Shizue, una ragazza salvata dallo stesso Soichiro 17 anni prima, quando era ancora una bambina, subito dopo la sconfitta del Giappone nella seconda guerra mondiale. Dopo la morte della madre Gunma verrà adottato dalla famiglia del padre che lo tratterà con disprezzo, soprattutto la matrigna e il fratello Shoma, di contro lui si comporterà combinando danni e bravate che daranno problemi alla famiglia Akagi. Possiede una buona resistenza fisica (probabilmente abituato a fare a botte essendo vissuto da piccolo in strada e degli eccellenti riflessi con cui riesce a vedere anche a lunga distanza le scritte su un treno in corsa e impara a guidare molto velocemente, intuendo presto il funzionamento delle macchine)
Tamotsu Oishi (大石 タモツ?, Ōishi Tamotsu, Peter nell'edizione italiana dell'anime)
Doppiato da: Shinnosuke Furumoto (ed. giapponese), Felice Invernici (ed. italiana)
Tamotsu è il miglior amico di Gunma. Cresciuto nella campagna dove si divideva tra il lavoro nei campi, in cui aiutava la madre, e la passione per i motori trasmessa dal padre prima che questi li abbandonasse. Saltuariamente lavora come meccanico. Con l'arrivo di Gunma, i due diventano presto migliori amici e si divertono a scorrazzare con le auto su cui Tamotsu deve lavorare e un trattore pesantemente elaborato con cui Gunma inizia presto a fare pratica di guida. Possiede una grande passione ed un grande talento per i motori, il suo sogno è quello di diventare un meccanico di Formula 1. Fisicamente è piccolo di statura e caratterialmente appare l'opposto di Gunma: timido, educato, generoso, cerca sempre di aiutare gli altri mostrandosi gentile e rispettoso con tutti. Si adopera per salvare dai guai il suo amico ed aiutare gli altri, mostrando anche lui come Gunma una grande forza d'animo.
Soichiro Akagi (赤木 総一郎?, Akagi Sōichirō, Joseph Ross nell'edizione italiana dell'anime)
Doppiato da: Hiroshi Ito (ed. giapponese), Antonio Paiola (ed. italiana)
È il padre di Gunma. Soichiro è un imprenditore molto affermato che tenta la scalata al mondo politico. Per evitare che Gunma a causa delle sue continue bravate infanghi la sua immagine, lo ripudia e lo caccia di casa. In un episodio del manga viene raccontato parte del suo passato, di quando era un giovane soldato scelto di ritorno dalla seconda guerra mondiale e provava senso di colpa per essere tornato sconfitto ed essere sopravvissuto ai compagni morti. In questo frangente incontra per la prima volta la piccola Shizue (che sarà la madre di Gunma), e ha un incontro/scontro con Kasai che, dopo la fine della guerra, diventerà per molto tempo suo autista e consigliere personale. Autoritario, a tratti maschilista e instransigente, cerca sempre di ostentare la sua forza e la sua virilità nonostante sia parzialmente zoppo, dovrà affrontare dure lotte nel mondo della politica e degli affari con avversari molto più subdoli di lui che non esiteranno a organizzare diabolici piani per contrastarlo, diffamarlo e rovinarlo. D'altro canto mostra anche un certo carisma e un buon senso degli affari che gli permetteranno di portare avanti con successo l'azienda e poi di presentarsi in politica.
Yuki (ユキ? Mary nell'edizione italiana dell'anime)
Doppiata da: Yūko Mizutani (ed. giapponese), Marcella Silvestri (ed. italiana)
Yuki è la cameriera di casa Akagi, che fu accolta quando la ragazza rimase senza genitori. Dal carattere dolce e fragile è la persona che più rispetta Gunma in casa Akagi e con cui avrà una relazione intima. È anche l'oggetto del desiderio di Shoma, (fratello maggiore di Gunma ed uomo che lei disprezza). Shoma abuserà di lei e la metterà incinta, ma sarà costretta ad abortire. Essendo innamorata di Gunma, per permettere a quest'ultimo di diventare un pilota professionista accetterà di diventare la compagna di Shoma, aprirà una boutique e userà i suoi soldi ricavati per finanziare segretamente il Team Kuroi. Quando Shoma inizierà ad avere sospetti sulla sua condotta, comincerà ad usare su di lei violenza fisica e psicologica. Nel frattempo verrà pedinata e molestata da un tizio misterioso che poi si rivelerà essere Jiro Kada, ristoratore dal passato criminale che, per contro di Tatsu Tagawa (zio della moglie di Soichiro Akagi), intendeva rapire Yuki per danneggiare Shoma e ricattare il capofamiglia, in quanto fu proprio Soichiro a estrometterlo dal gruppo imprenditoriale. Yuki, dopo le violenze subite e dopo essersi accorta che Gunma non potrà ricambiare allo stesso modo il suo amore, si suiciderà gettandosi da un palazzo del Gruppo Akagi, ma non è chiaro se sia stata invece uccisa da Jiro Kada.
Shoma Akagi (赤木 将馬?, Akagi Shōma, Philip Ross nell'edizione italiana dell'anime)
Doppiato da: Kiyoyuki Yanada (ed. giapponese), Marco Balzarotti (ed. italiana)
Fratello maggiore di Gunma, arrogante e autoritario, detesta e maltratta il fratello ma ne invidia la grande forza di volontà e la determinazione. Quando il padre entrerà in politica comincerà a farsi strada fra le aziende per prenderne il posto. Molesta e abusa la cameriera Yuki, di cui è invaghito, la mette incinta e poi la costringe ad abortire. Per cercare di riconquistarla e farne una moglie esemplare le darà più soldi da spendere ma non riuscirà mai a conquistarla. Diventerà l'amante e successivamente il marito di Ayako Tsukino, rampolla, appartenente a una ricca e blasonata famiglia collegata a Tatsu Tagawa, che ha organizzato la cosa per complottare contro la famiglia Akagi e ostacolare la campagna politica di Soichiro Akagi.
Yuma Akagi (赤木 雄馬?, Akagi Yuma, Carl Ross nell'edizione italiana dell'anime)
Doppiato da: Kōji Tsujitani (ed. giapponese), Davide Garbolino (ed. italiana)
Fratello minore di Gunma, è l'unico della famiglia a rispettarlo e che cerca di capirlo. In seguito, proprio perché lo ammira, decide di sfidarlo sponsorizzando il pilota Otoya Yamaguchi e successivamente entrando nella dirigenza del suo team. Yamaguchi grazie ai nuovi mezzi economici a disposizione diventa uno dei più temibili rivali di Gunma in pista in Formula 3 e successivamente in F3000. Ha un problema al cuore che tiene nascosto a tutti.
Kazuto Hijiri (聖 一人?, Hijiri Kazuto, James nell'edizione italiana dell'anime)
Doppiato da: Hirotaka Suzuoki (ed. giapponese), Alberto Mancioppi (ed. italiana)
Figlio di un medico e di famiglia benestante, è un formidabile pilota di FJ1600 (prima) e di Formula 3 (poi) e si dimostrerà un avversario duro ma leale per Gunma. Uomo leale, è condannato da un male incurabile che lo porterà a morire durante l'ultima gara del campionato in uno dei momenti più intensi e drammatici del manga. È il primo avversario verso cui si vede ammirazione da parte di Gunma. Per un po' di tempo Tamotsu farà il meccanico personale di Hijiri, affinando la sua esperienza e scontrandosi nell'ultima corsa col padre, meccanico di auto da corsa affermato, che aveva abbandonato la famiglia molto tempo prima per dedicarsi al Team Kuroi.
Kazuo Kuroi (黒井 和夫?, Kuroi Kazuo)
Doppiato da: Ryūsuke Ōbayashi (ed. giapponese)
Direttore del team Kuroi ed ex pilota collaudatore di Formula 1 per la Honda, in passato aspirava a diventarne il pilota titolare, ma apparentemente non credettero in lui perché giapponese. Sottoporrà Gunma ad una dura prova, legandolo ad una macchina da corsa e facendogli sopportare le accelerazioni e le sollecitazioni delle frenate ad alta velocità. Il giovane pilota mostrerà la sua incredibile resistenza e conquisterà la fiducia del team, di cui fa parte come meccanico il padre di Tamotsu. La squadra in quel momento era in declino ma grazie a Gunma e al finanziamento segreto di Yuki riuscirà a risalire la vetta e a raggiungere buoni risultati. Sin dal principio Kuroi insegna a Gunma a lottare contro i propri limiti, ricordandogli che per vincere una corsa un pilota deve dare un 20% in più che va oltre il 100% che può dare una macchina messa a punto alla perfezione, e quel 20% è un andare oltre i propri limiti, attraversando il proprio muro personale.
Junko Komori (小森 純子?, Komori Junko, Helen nell'edizione italiana dell'anime)
Doppiata da: Sakiko Tamagawa (ed. giapponese), Alessandra Karpoff (ed. italiana)
Ragazza un po' più grande di Gunma, nel tempo libero lavora con il team Morioka per assistere Gunma nelle corse in F1600. All'inizio fra i due c'è attrito, ma col tempo si svilupperà una reciproca simpatia. Istruttrice di scuola guida, è lei che aiuterà Gumna a prendersi le patenti A e B per poter correre. Ha perso il fidanzato Ryuju (la cui ombra persiste nel rapporto con Gunma) in un incidente di F3, ma ci sono altri segreti dietro. Successivamente entrerà nel team Kuroi e poi seguirà Gunma in Inghilterra, dove inizialmente lavorerà da interprete conoscendo bene la lingua inglese. Ha un fratello maggiore che la vorrebbe vedere sposata.
Signora Komori (小森 さゆり?, Komori Sayuri, Nonna di Helen nell'edizione italiana dell'anime)
Doppiata da: Kazue Takahashi (ed. giapponese), Caterina Rochira (ed. italiana)
Zia di Junko, vedova anziana e arzilla proprietaria della pensione dove alloggiano Gunma, Tamotsu e gli amici Matsuura e Kinoshita. Gunma la incontra per la prima volta alla scuola guida dove anche lei, malgrado l'età, tenta di prendere la patente. Spesso prodiga di consigli sulla vita, e sempre pronta a tirare su il morale degli altri grazie alla sua grande carica vitale. Fisicamente ricorda il giovane Kappei di Dash Kappei (in Italia Gigi la trottola), popolare opera dello stesso Rokuda, di tema molto diverso rispetto a F - Motori in pista.
Eijiro Oishi (英二郎?, Eijirō)
Doppiato da: Mahito Tsujimura (ed. giapponese)
Padre di Tamotsu, che ha ereditato dal genitore la passione per i motori, abbandona la famiglia anni prima dell'inizio della storia. Quando scoprirà che il figlio vuole intraprendere la stessa strada, cerca prima di dissuaderlo, ma quando padre e figlio si scontreranno rispettivamente come meccanici delle squadre Kuroi e Hijiri (Ejiro come meccanico di Gunma, Tamotsu come meccanico di Kazuto Hijiri), lo stesso Eijiro ne riconoscerà il talento e la bravura. Appare come una persona scostante, rude e alcolizzata, ma dopo che tornerà a vivere con la moglie mostrerà l'intenzione di redimersi e un atteggiamento rispettoso.
Matsuura (松浦?) e Kinoshita (木下?)
Doppiati da: Kōichi Yamadera e Shigeru Chiba (ed. giapponese)
Designer di professione, amici di vecchia data di Junko, vivono anch'essi a Villa Komori e partecipano a corse amatoriali di tanto in tanto. Inizialmente non accetteranno il carattere insopportabile di Gunma ma successivamente diventeranno suoi sostenitori. Grazie alla loro competenza, dipingeranno la macchina che Gunma utilizzerà in FJ1600.
Signor Morioka (森岡?, Morioka)
Doppiato da: Natsuo Tokuhiro (ed. giapponese)
Meccanico, proprietario dell'officina Morioka Motors dove all'inizio della storia Gunma e Tamotsu lavoreranno per guadagnare qualche soldo e acquisire esperienza sui motori e le auto. Sosterrà Gunma quando inizierà a correre in FJ1600.
Persona pacata e ironica, a volte burbera ma saggia, in più di un'occasione darà consigli su decisioni importanti. La sua fisionomia ricorda in parte quella di Kappei, protagonista di Gigi la trottola, altra nota opera dell'autore.
In un capitolo si scopre che ha perso la propria moglie a causa di un male incurabile.
Ruiko (ルイ子?)
Doppiata da: Rei Sakuma (ed. giapponese)
Fidanzata di Kazuto Hijiri, è una ragazza molto attraente ex modella e ballerina nei locali notturni, nata nell'Hokkaido. Dopo la morte di Hijiri tenterà il suicidio ingoiando delle pillole ma verrà salvata da Tamotsu in extremis e consolata da Junko, alla quale racconterà la sua triste storia svelando alcuni particolari fino ad allora sconosciuti. Tra lei e Tamotsu sembra esserci qualcosa di più che amicizia e infatti Hijiri, sapendo di essere condannato dalla sua malattia, tenterà di spingerla fra le sue braccia. Qualche anno dopo si viene a sapere tramite Junko che è tornata in Hokkaido e ha sposato un compagno di scuola con cui gestirà una fattoria e formerà una famiglia.
Hideo Kishida (岸田 秀夫?, Kishida Hideo)
Doppiato da: Tōru Furuya (ed. giapponese)
Di buona famiglia, è un giovane studente di psicologia affetto da miopia, con la passione per la pittura e le gare automobilistiche. Kishida sarà uno dei primi veri sostenitori di Gunma, al quale si rivolge con l'appellativo "Senpai". Correrà qualche gara amatoriale, poi si limiterà a fare il tifo. Dopo che Gunma distruggerà la prima auto gli cederà la sua, essendo lui poco portato per correre. Nel manga compare per pochi numeri, mentre nell'anime (che comunque adatta solo 8 volumi del manga su 28) invece ha molto più spazio e lo si vede accompagnare più di una volta Patrick/Gunma alle prove.In alcune puntate è di fatto la spalla del protagonista.
Kasai (笠井?)
Ex commilitone di Soichiro Akagi durante la seconda guerra mondiale, alla fine del conflitto gestirà un piccolo traffico di prostitute con l'ausilio dell'esercito di occupazione. Dopo aver perso una scommessa pericolosa con un giovanissimo Soichiro Akagi, il giovane Kasai cercherà inutilmente di ucciderlo. Dopo essere stato picchiato a sangue si salverà solo grazie a Shizue, allora solo una bambina, che implora Soichiro di graziarlo. Per ringraziare Soichiro di averlo risparmiato e dimostrare di volersi redimere, diventerà prima servo poi autista personale ed infine collaboratore della famiglia Akagi.
Sako (サコ?)
Cantante giapponese emigrata a Londra in cerca di fortuna, si veste sempre in stile punk con tanto di stella disegnata sul viso con il make-up. Dopo un incontro non piacevole con Gunma nei sobborghi di Londra i due inizieranno una relazione che gioverà a Gunma per ricominciare a correre dopo la crisi, e a lei per sfondare nel mondo della musica. Avrà successivamente guai con la giustizia. La si vede spesso in compagnia del piccolo Popi, bambino orfano.
Popi (ピーボー?, Pībō)
Piccolo orfano che vive insieme a Sako, molto presto si affezionerà a Gunma, in cui vede una figura paterna, e crescendo sia appassionerà al mondo della Formula 1. Diventerà anche lui un giovanissimo pilota e inizierà a provare attrazione per Junko. Non si sa chi siano i suoi genitori biologici, probabilmente immigrati cinesi in Inghilterra.

Goro
Primo pilota del team Kuroi in F3, dotato di buoni riflessi, ma le sue pur buone capacità di guida non saranno sufficienti a vincere una gara in F3. Viene sottoposto ad una dura prova insieme a Gunma, entrambi a turno vengono legati davanti sul muso di una vecchia Honda di Formula 1 per sentire addosso gli effetti dell'accelerazione e della decelerazione nelle curve. Gunma riuscirà a superare la prova, Goro perderà i sensi e da quel momento lascerà le corse e inizierà una nuova carriera come fotografo sportivo del team Kuroi.

Otoya Yamaguchi
Pilota rivale di Gunma, inizialmente corre solo sul circuito della sua città ed è supportato dalla scuderia di famiglia, successivamente entrerà nel team Metamorphose finanziato da Yuma Akagi fratello di Gunma. Darà molto filo da torcere al protagonista rivelandosi un pilota temerario e con un certo talento che riuscirà a vincere il campionato di F3 davanti a Gunma anche se aiutato da una certa dose di fortuna. Continuerà ad essere un avversario insidioso quando si ritroveranno in F3000.

Tatsuo Tagawa
Parente della moglie di Soichiro Akagi e da questi definito "Zio Tatsu", è inizialmente membro del direttivo del Gruppo Akagi prima di venirne allontanato da Soichiro stesso. Da quel momento cercherà in tutti i modi di rientrare nel gruppo e di vendicarsi ostacolando i progetti politici di Soichiro e la famiglia Akagi. È in parte responsabile dell'allontanamento di Shizue da Soichiro dopo la nascita di Gunma. Manipolerà l'infido Shoma portandolo a sposare Ayako Tsukino.

## Media

### Manga
Il manga, scritto e disegnato da Noboru Rokuda, è stato serializzato dal 15 giugno 1985 al 1992 sulla rivista Big Comic Spirits edita da Shogakukan. I vari capitoli sono stati poi raccolti in ventotto volumi tankōbon pubblicati tra il 30 aprile 1986 ed il 30 novembre 1992.
In Italia la serie è stata pubblicata da Star Comics dal 1º giugno 2002 al 16 settembre 2004.

### Anime
Un adattamento anime, prodotto da Studio Deen e diretto da Kōichi Mashimo, è stato trasmesso su Fuji TV dal 9 marzo al 23 dicembre 1988 per un totale di trentuno episodi. La versione animata copre soltanto i primi otto volumi del manga. Le sigle impiegate dall'episodio 1 al 21 sono F cantata da Sawakata Saito e THE BURST (apertura) e *Jyama wa sasenai (邪魔はさせない? lett. "Non disturbare") di Hiroshi Kakizaki + "r" Project (chiusura). Dall'episodio 22 al 31 invece sono stati utilizzati i brani LOVE AFFAIR (lett. "RELAZIONE D'AMORE") di Shimizu Kojiro A (apertura) e You are my energy (lett. "Sei la mia energia") di Harada Haruka (chiusura).
In Italia la serie è stata trasmessa in prima TV su Italia 7 nel febbraio 1991, (anche se la sigla "Motori in Pista" è datata 1989, almeno dalla compilation SuperCampioni, Edizioni FIVE) in versione fortemente censurata (fino a 8-9 minuti per episodio): tali censure hanno reso spesso poco comprensibile la trama e lo sviluppo psicologico di molti personaggi: il doppiaggio italiano è stato effettuato e quindi adattato, sulla versione già censurata. Nelle repliche successive avvenute su Man-ga ed Anime Gold è stata trasmessa in versione integrale, includendo le scene inedite in lingua originale e con i sottotitoli in italiano. La sigla italiana è Motori in pista cantata da Giampi Daldello.

#### Episodi
| Nº | Titolo italiano Giapponese 「Kanji」 - Rōmaji | In onda           | In onda |
| Nº | Titolo italiano Giapponese 「Kanji」 - Rōmaji | Giapponese        |         |
| 1  | Patrick il selvaggio 「夢はF1！俺は世界最速！！なんびとも俺の前を走らせねェ」 - Yume ha F1! Ore ha sekaisaisoku!! Nanbitomo ore no mae wo hashira sene e | 9 marzo 1988      |         |
| 2  | La decisione di Patrick 「サイテー男の決意 オラ東京サ行くだ!」 - Saite otoko no ketsui ora Tōkyō sa iku da!                                              | 16 marzo 1988     |         |
| 3  | Primo passo verso il sogno 「前略タモツ殿！ 東京は美女ばかりだゼ…」 - Zenryaku tamotsu dono! Tōkyō ha bijo bakarida ze...                                | 23 marzo 1988     |         |
| 4  | Il sogno continua 「男の友情ウラオモテ それでも夢は世界一」 - Otoko no yūjō uraomote soredemo yume ha sekaiichi                                          | 13 aprile 1988    |         |
| 5  | Lezioni di guida 「純子の個人授業！ これで免許も俺のモノ」 - Junko no kojin jugyō! Korede menkyo mo ore no mono                                          | 20 aprile 1988    |         |
| 6  | L'amore di Helen 「純子の愛！ 彼は極限を見たスピード野郎」 - Junko no ai! Kareha kyokugen wo mita supido yarō                                            | 11 maggio 1988    |         |
| 7  | La fuga di Mary 「さすらいの少女ユキ 愛する人はあなた…」 - Sasuraino shōjo yuki aisu ru nin haanata...                                                   | 18 maggio 1988    |         |
| 8  | Patrick contro James 「激突！軍馬×聖！！アクセルも泣いてるゼ」 - Gekitotsu! Gunba x Hijiri!! Akuseru mo nai teru ze                                      | 25 maggio 1988    |         |
| 9  | Duello in pista 「天才は俺だ！ 出た郡馬の必殺ドライブ！！」 - Tensai ha ore da! Deta gun uma no hissatsu doraibu!!                                       | 1º giugno 1988    |         |
| 10 | La proposta di James 「軍馬ピンチ！ ライバル聖がタモツに接近」 - Gunba pinchi! Raibaru Hijiri ga tamotsu ni sekkin                                       | 8 giugno 1988     |         |
| 11 | Incidente in pista 「嵐の筑波サーキット もう一人の天才出現」 - Arashi no tsukuba sakitto mō hitori no tensai shutsugen                                   | 22 giugno 1988    |         |
| 12 | Sfida tra piloti 「炎の予選会！ ポールポジションを狙え！！」 - Honoo no yosen kai! Porupojishon wo nerae!!                                               | 29 giugno 1988    |         |
| 13 | La vittoria di James 「遂に決戦！軍馬×聖 極限のデットヒート」 - Tsuini kessen! Gunba x Hijiri kyokugen no dettohito                                      | 6 luglio 1988     |         |
| 14 | La promozione di James 「さらば軍馬！ ライバル聖のF3進出宣言」 - Saraba Gunba! Raibaru Hijiri no F3 shinshutsu sengen                                    | 20 luglio 1988    |         |
| 15 | Patrick tassista di lusso 「東京をぶっとばせ！ 軍馬の・バイト作戦」 - Tōkyō wobuttobase! Gunba no baito sakusen                                          | 27 luglio 1988    |         |
| 16 | Il segreto di Mary 「軍馬の帰郷！ 彼を待つとんでもない秘密」 - Gunba no kikyō! Kare wo matsu tondemonai himitsu                                          | 3 agosto 1988     |         |
| 17 | L'anello di diamanti 「故郷との決別！ 軍馬明日に向かって走れ！！」 - Kokyō tono ketsubetsu! Gunba ashita ni muka tte hashire!!                           | 10 agosto 1988    |         |
| 18 | Il segreto di James 「揺れるタモツ！ 聖に隠された恐ろしい秘密」 - Yure ru tamotsu! Hijiri ni kakusa reta osoro shii himitsu                              | 17 agosto 1988    |         |
| 19 | Pole Position 「やっぱり天才？ 軍馬ぶっちぎりの大爆走」 - Yappari tensai? Gunba bucchigirino dai bakusō                                                  | 31 agosto 1988    |         |
| 20 | La prima grande vittoria di Patrick 「つかのまの初優勝！ 親友タモツの裏切り」 - Tsukanomano hatsuyūshō! Shinyū tamotsu no uragiri                        | 21 settembre 1988 |         |
| 21 | Solo contro tutti 「心は砂漠色？ 軍馬一人きりの再スタート」 - Kokoroha sabaku shoku? Gunba hitori kirino sai sutato                                      | 28 settembre 1988 |         |
| 22 | Brivido al traguardo 「帰ってきたタモツ？ 軍馬バリバリ大逆転」 - Kaette kita tamotsu? Gunba baribari daigyakuten                                         | 21 ottobre 1988   |         |
| 23 | Il dramma di James 「鈴鹿で激突！ 軍馬×聖！ 俺がチャンプだ」 - Suzuka de gekitotsu! Gunba x Hijiri! Ore ga chanpu da                                     | 28 ottobre 1988   |         |
| 24 | Prova di coraggio 「連戦連勝の軍馬！ 遂にF3への招待が…」 - Rensenrenshō no Gunba! Tsuini F3 heno shōtai ga...                                            | 4 novembre 1988   |         |
| 25 | La F3 è vicina 「軍馬もお手上げ？ じゃじゃ馬F3に乗る」 - Gunba moo te age? Jaja uma F3 ni noru                                                           | 11 novembre 1988  |         |
| 26 | Incendio in pista 「F3デビュー直前 軍馬を襲う黒い魔の手」 - F3 debyu chokuzen Gunba wo osō kuroi ma no te                                                | 18 novembre 1988  |         |
| 27 | Ennesima punizione 「ライセンスはく奪 もう軍馬は走れない！」 - Raisensu haku datsu mō Gunba ha hashire nai !                                             | 25 novembre 1988  |         |
| 28 | Un amico sincero 「聖に忍びよる病魔 でも俺は死を恐れない」 - Hijiri ni shinobi yoru byōma demo ore ha shi wo osore nai                                   | 2 dicembre 1988   |         |
| 29 | Il segreto di Edgard 「軍馬のケジメ！ 男は敵の情けに甘えない」 - Gunba no kejime! Otoko ha teki no nasake ni amae nai                                    | 9 dicembre 1988   |         |
| 30 | L'ultima corsa 「軍馬VS聖！ ファイナルカウントダウン」 - Gunba VS Hijiri! Fainaru kauntodaun                                                             | 16 dicembre 1988  |         |
| 31 | I due campioni 「さらば軍馬！ めざせ世界最速の男！！」 - Saraba Gunba! Mezase sekaisaisoku no otoko!!                                                    | 23 dicembre 1988  |         |

#### Adattamento italiano
Nella seconda metà degli anni ottanta si ebbe un periodo di forte manipolazione degli anime originali, tentando di eliminare dai cartoni animati giapponesi ogni riferimento al Giappone e rendendo l'ambientazione della storia più generica: un esempio in tal senso è Motori in pista: i nomi dei personaggi furono cambiati, la Formula J (campionato automobilistico giapponese) divenne l'europea Formula 3000 e ogni qualvolta appariva una scritta in caratteri giapponesi, per esempio su un giornale, una vetrina o sui cartelloni pubblicitari a bordo pista, la scena veniva completamente eliminata.
Yamato Video ha pubblicato l'intera serie, dapprima in VHS nel 2001, utilizzando però l'edizione televisiva censurata  e nel 2011 in DVD, dove presentò per la prima volta la serie senza censure e con il ripristino di tutte le scene tagliate mantenendole in lingua originale con i sottotitoli in italiano. L'edizione senza censure è stata trasmessa su Man-ga e Anime Gold, rendendo così disponibili tutte le scene precedentemente inedite sulla televisione italiana.